# غلام مينو

يتلقى غلام مينو الصغير درسًا في الهندسة الإقليدية من سقراط في حوار أفلاطونالمعروف باسم مينو.

غلام مينو هو إحدى الشخصيات في الحوار السقراطي الذي كتبه أفلاطون والمعروف باسم مينو.
ويوضح سقراط أسلوبه في الاستجواب والتذكر من خلال استجواب الغلام الذي يعمل في منزل مينو. كان الغلام جاهلاً بالهندسة. ومع ذلك أظهرت المناقشة التالية قدرة الغلام على تعلم مسألة هندسية معقدة. وبهذا، أظهر سقراط لمينو أن التعلم ليس مستحيلاً. وكان الحوار قد أظهر في البداية فشل مينو في الاستفادة من الأسلوب السقراطي في التعليم.

## المناقشة بين سقراط والغلام
عن طريق رسم أشكال هندسية على الأرض، أشار سقراط إلى أن الغلام كان يجهل في البداية كيفية إيجاد ضعف مساحة المربع. 
وذكر سقراط أنه قبل أن يحصل على هذا الغلام الذي تم اختياره بشكل عشوائي من حاشية مينو كان الغلام يتحدث «بشكل جيد وطلاقة» عن موضوع إنشاء مربع حجمه ضعف حجم المربع الحالي. وعلَّق سقراط قائلاً أن هذا «الخدر» الذي أثاره في الغلام لم يتسبب له في أي أذى.
بعد ذلك قام سقراط برسم مربع ثانِ على قطر المربع الأول ليُري الغلام أنه بإضافة خطوط عمودية وأفقية تلامس زوايا المربع يتم إنشاء مربع جديد مساحته ضعف مساحة المربع الأول. وظل مع الغلام حتى اتفق معه على أن مساحة هذا المربع الجديد تساوي ضعف مساحة المربع الأصلي وقال أن الغلام «قام بشكل تلقائي باستعادة» المعرفة التي كانت لديه في سابق حياته بدون أن يلقنها له أحد. وشعر سقراط بالرضا من أن المعتقدات الجديدة «أثيرت من جديد» في نفس الغلام.